# Nate Grimes
Nate Grimes (Las Vegas, Nevada, 1 de mayo de 1996) es un baloncestista estadounidense que pertenece a la plantilla del KB Ylli de la Superliga de Kosovo. Con 2,03 metros de estatura, juega en la posición de ala-pívot.

## Trayectoria deportiva
Jugó cuatro temporadas la NCAA con los Fresno State Bulldogs de la Universidad Estatal de California, Fresno.
Tras no ser elegido en el Draft de la NBA de 2020, debutaría como profesional en la temporada 2020-21 en las filas del Kobrat de la Korisliiga, en el que disputa 25 partidos en los que promedia 16,72 puntos por encuentro.
En la temporada 2021-22, firmó contrato con el Kangoeroes Basket Mechelen de la Pro Basketball League belga.
El 20 de febrero de 2022, firma por el BG 74 Göttingen de la Basketball Bundesliga.
El 4 de agosto de 2022 fichó por el Hapoel Eilat B.C. de la Ligat ha'Al israelí.